# Heat Guy J
Pour les articles homonymes, voir HGJ.
Heat Guy J ou HGJ (ヒートガイジェイ, Hīto Gai Jei) est un anime de 26 épisodes d'une durée de 20 minutes chacun, créé par Kazuki Akane, et diffusé au Japon sur TBS en 2002-2003.
En France, la série est disponible en DVD chez Déclic Images, et a été diffusée à la télévision sur la chaîne France 4 en 2007/2008.

## Synopsis
Dans la cité de Judoh, le clan Leonelli enterre son parrain et se prépare à désigner un successeur.
Le jeune Daisuke et son acolyte androïde J surveillent attentivement la cérémonie.
Ils font tous deux partie d'une brigade spéciale attachée à la prévention des actes criminels et des trafics en tous genres à Judoh ville futuriste où les robots ont été bannis. Le budget de son unité étant très restreint, Daisuke n'a droit qu'à 4 balles par mission. Il en garde cependant une en permanence autour du cou au cas où J deviendrait incontrôlable, son père ayant été tué par un androïde.

## Personnages
Daisuke Aurora
Daisuke, surnommé "Dais" est un enquêteur membre du département de la sécurité publique, dont le rôle est de prévenir le crime. D'allure assez désinvolte, il est indiscipliné, arrive régulièrement en retard et méprise par-dessus tout la rédaction de rapports de ses activités (pour finalement ne les faire jamais). Il fait néanmoins preuve d'une érudition surprenante dans plusieurs domaines dont la musique ou la finance. Il est également très agile et doué en arts martiaux. Son service étant sous-financé, il n'a généralement le droit qu'à 4 balles de revolver par mission. Il a le contact facile et se fera de nombreux alliés tout au long de la série, y compris d'anciens ennemis.
Son père, politicien, a été tué par un androïde alors qu'il était enfant. Il garde en permanence une balle qu'il tient de son père autour du cou, réservée pour J le jour où il deviendra incontrôlable.
J
J est un androïde, le seul autorisé à Judoh et employé au département de la sécurité publique. Il dispose d'entrées dans tous les systèmes informatiques de la ville, court très vite, saute très haut au point de donner l'impression de voler et a une force colossale. Il est néanmoins sensible aux armes ou aux dispositifs explosifs. Il dispose d'une peau artificielle lui donnant l'allure d'un homme dans la cinquantaine ressemblant au père de sa conceptrice. Il est également programmé pour être gentleman, et dispose d'une quantité astronomique de phrases toutes faites sur la manière dont un homme doit se comporter.
Shun Aurora
Frère aîné de Daisuke, chef de la police de Judoh. Il est beaucoup plus sérieux que son frère et lui reproche souvent sa désinvolture. Il se soucie néanmoins de son bien être et lui a d'ailleurs taillé un département de police sur mesure. Ils se voient néanmoins régulièrement et gardent une profonde affection réciproque.
Kyoko Milchan
Gestionnaire du département de la sécurité publique. Elle est très appliquée dans son travail et respecte scrupuleusement les règles (source récurrente de conflit avec Daisuke). Elle a un gros faible pour Shun Aurora. Son grand père est un ancien officier de l'armée.
Antonia Belucci
Ingénieur en robotique, et conceptrice de J, dont elle a élaboré l'apparence et le caractère en s'inspirant de son père défunt. Elle a une attitude quasi-maternelle à son égard et demande régulièrement à Daisuke de le ménager. Elle est très belle et Daisuke a un faible pour elle.
Claire Leonelli
Nouveau "vampire" (parrain) du clan Leonelli âgé de 19 ans, famille mafieuse régnante de Judoh. Traumatisé par une enfance difficile, il est totalement instable et imprévisible. Il a notamment une affinité prononcée pour les explosifs qu'il compare à des feux d'artifice (il lance notamment une grenade dans le caveau de son père lors de son enterrement). Il tente à de multiples reprises de se débarrasser de J et de Daisuke sans jamais y parvenir. Il se fixe toutefois un code de conduite, il se refuse notamment à tuer Daisuke qu'il a réussi à capturer parce que celui-ci lui a laissé la vie sauve peu de temps avant, se contentant de le droguer avant de le laisser partir. Il entretient également une relation très proche avec ses trois gardes du corps. Il finit par être doublé par les autres familles mafieuses et doit se cacher pour survivre, totalement prostré et protégé par un seul garde du corps. Daisuke finit par le "réveiller" et il redevient, apaisé, le parrain de la mafia en s'associant à Daisuke qu'il considère maintenant comme un ami pour contrer une menace plus grande que leurs différends.
Mauro
Vieil intendant de la famille Leonelli, il en gère les affaires courantes. Il joue également un rôle de père de substitution pour Claire, réussissant parfois à le calmer. Il participe cependant au complot le destituant, jugeant que la voie qu'il a choisi le mènera à sa perte. Mis à la retraite après avoir réalisé son erreur, il est néanmoins rappelé par Claire lors de son retour aux affaires.
Giobanni Gallo
Garde du corps de Claire, il en est ce qui est le plus proche d'un ami. Orphelin, il a été recueilli par le père de Claire, en échange de quoi il devra assurer la sécurité de son fils. Il fait constamment remarquer que l'intérêt de Claire passe avant tout le reste.
Mitchal Rubinstein
Garde du corps de Claire, c'est un séducteur invétéré prompt à des commentaires d'un goût parfois douteux au sujet des femmes. Il tripote sans cesse une paire de dés pipés qu'il considère comme son porte bonheur. Il perd la vie en se faisant exploser contre un barrage de police afin de protéger la retraite de Claire qui venait d'être destitué. Il lui transmet ses dés fétiches avant de mourir.
Ian Nulse
Garde du corps de Claire, il est plus posé et plus réfléchi que ses collègues. Diplômé de l'université Bellucci dont il est sorti dans les premiers, il arbore fièrement un anneau représentant son affiliation à l'organisation d'élite de son école. Il est spécialisé en espionnage et en piratage. Il est assassiné par Noriega alors qu'il tente de trouver des preuves de sa trahison envers les Leonelli. Noriega renverra son annulaire à Claire, lequel passera son anneau fétiche au doigt et ne le quittera plus.
Ken Edmundo
Inspecteur de police de Judoh, éternellement mal rasé et vêtu d'un imperméable. Sa Némésis est Daisuke dont il considère qu'il interfère dans son travail. Ils s'aident néanmoins à de multiples reprises.
Shogun
Tenancier d'un petit magasin du centre ville, il est le principal indic' de Daisuke. Ancien grand nom du crime organisé de la ville et (relativement) retiré des affaires, il est toujours tenu en haute estime par les différentes familles mafieuses, au point d'être régulièrement invité à régler les différends entre familles.
Boma
Mercenaire énigmatique, il est originaire d'une autre ville où il a été condamné pour meurtre. En vertu de la loi de cette ville, son ADN a été altéré et il a un visage de loup. Il porte un dispositif autour du cou lui permettant d'apparaître sous une forme humaine. Il demande systématiquement où se trouve « lapin » à ses victimes avant de les tuer. Il est engagé par Claire pour supprimer Daisuke et J. Reconnaissant leur valeur, il se refuse à les supprimer. Il les aide ensuite à plusieurs reprises, voyageant même hors de la ville pour leur venir en aide arguant du fait qu'il "les aime bien" sans autre forme d'explication. Il finit par devenir leur allié en intégrant l'équipe de Daisuke. Il est l'humain le plus puissant du monde de Heat Guy J, capable de vaincre une machine d'un seul coup d'épée.
Monica Gabriel
Jeune fille de 10 ans, elle travaille comme photographe de rue, à « l'ancienne » (elle a donc toutes les peines du monde à avoir des clients). Elle est comme une petite sœur pour Daisuke à qui elle donne des renseignements en échange d'argent ou d'invitations à déjeuner. Elle vit dans une roulotte avec sa mère, alcoolique, qui lui prend tout l'argent qu'elle gagne. Elle a également un âne nommé Parsley.
Daisuke tente de l'adopter mais sa mère refuse, en même temps qu'elle commence à soigner son alcoolisme.
Serge Echigo
Homme le plus riche de Judoh, dirigeant et actionnaire du plus gros consortium industriel de la ville. Il est entouré de mystère, en effet personne ne l'a vu depuis des années, il est supposé vivre sur une île et se contente des donner ses ordres par téléphone. Il donne indifféremment des ordres à ses entreprises, à certains politiques corrompus et même la pègre lui prête allégeance ce qui fait de lui le dirigeant clandestin de la ville. Personne ne connait ses intentions, en fonction de la situation il peut tout aussi bien gêner qu'aider Daisuke indirectement.
Les Célestes
Dans le monde de Heat Guy J, seules quelques cités ont survécu à une grande catastrophe. Les célestes sont un peuple vivant reclus, généralement aux cheveux blonds, et détenant seuls les moyens d'activer les systèmes énergétiques permettant aux villes de survivre, ceci afin d’empêcher que cette technologie tombe entre de mauvaises mains. Ils réapparaissent tous les 7 ans dans chaque ville, ce qui est l'occasion d'une grande fête, et décident (ou non) de ré-activer les systèmes pour 7 ans supplémentaires (ne pas le faire équivaudrait à une sentence de mort pour la ville). La mère de Daisuke et de Shun fait partie de ce peuple, elle a d'ailleurs abandonné ses enfants pour retourner parmi les siens, ce que Daisuke ne pardonne pas aux célestes.
Kia Freeborn
Il est le fils aîné d'un guitariste de blues célèbre qui l'a abandonné lui et sa mère quand il était enfant et a refait sa vie. Il vit de petits boulots tout en espérant percer à son tour comme guitariste. Sa haine envers son père se réveille alors qu'il apprend que son frère cadet Ray, qu'il ne connait pas, s'apprête à donner un concert de piano à Judoh. Il projette alors de l'assassiner à la sortie de son concert. Contre toute attente, son frère le reconnait et le prend dans ses bras en le remerciant d'être venu. Réalisant que son père ne l'avait donc pas oublié, sa haine le quitte et il retourne à sa vie. Il intègre l'équipe de Daisuke vers la fin de l'animé.
Noriega
Député corrompu, il est à la solde des Leonelli et de Serge Echigo. Sa mission première consiste à faire interdire par voie légale toutes les machines, et donc J. Il parvient à déposer Claire Leonelli et devient vampire à sa place, jusqu'à son assassinat par les autres familles mafieuses ne lui faisant pas confiance.

## Fiche technique
- Titre : Heat Guy J
- Réalisation : Kazuki Akane
- Scénario : Kazuki Akane, Hiroshi Ônogi, Miya Asakawa
- Production : Atsushi Sugita, Shinjiro Yokoyama et Tetsuo Tomioka
- Musique : Try Force
- Direction de l'animation : Nobuteru Yûki
- Direction artistique : Yoko Komiya
- Pays d'origine : Japon
- Genre : Anime
- Date de sortie : 2002

## Doublage
| Personnages      | Voix japonaises   | Voix françaises    |
| ---------------- | ----------------- | ------------------ |
| J                | Takayuki Sugo     | Hugues Martel      |
| Daisuke Aurola   | Masaya Matsukaze  | Alexis Perret      |
| Kyôko Milchan    | Saeko Chiba       | Angélique Magnan   |
| Shun Aurola      | Shinichirô Miki   | Alexandre Coadour  |
| Antonia Bellucci | Sanae Kobayashi   | Claire Beaudoin    |
| Monica Gabriel   | Ai Shimizu        | Marine Bargy       |
| Ken Edmundo      | Keiji Fujiwara    | Hugues Boucher     |
| Clair Leonelli   | Daisuke Sakaguchi | Rémi Caillebot     |
| Mauro            | Nobuaki Sekine    | Jean-Claude Drouot |
| Shogun           | Hikaru Miyata     | Jacques Berthier   |

## Autour de la série
- La série a été créée par Kazuki Akane entre autres à l'origine de la série Vision d'Escaflowne (Tenkū no Esukafurōne).